# Eilenburg
Eilenburg är en stad i delstaten Sachsen i östra Tyskland. Den ligger i distriktet Nordsachsen, cirka 20 kilometer nordost om Leipzig. Staden har cirka 16 000 invånare.

## Stadsdelar
- Eilenburg-Berg
- Eilenburg-Mitte
- Eilenburg-Ost

## Personer från Eilenburg
- Martin Rinckart
- Karl August Möbius